# Turnhoutse stadsbus
Het Turnhoutse stadsbusnet wordt geëxploiteerd door B&C in opdracht van de Vlaamse Vervoermaatschappij "De Lijn", entiteit "Antwerpen".
Het huidige stadsbusnet bestaat sedert 1 september 2012 uit 2 stadslijnen, die volgens een sterstructuur alle deelgemeenten in het stadsgebied aandoen. Het busstation aan het Turnhoutse NMBS-treinstation en dit aan de Markt worden als de centrale knooppunten voor de stads- en streekbussen beschouwd.

## Buspark
De stadslijnen werden van 2004 tot en met 2009 uitgebaat door pachter Oostmalle Cars. Hiervoor worden van 2004 tot 2006 zeven Mercedes-Benz Conecto bussen ingezet. In 2006 werden deze bussen vervangen door vier Van Hool newA309 bussen, welke gehuurd waren van De Lijn. Vanaf 2009 tot heden verzorgt buspachter B&C uit Turnhout de stadslijnen met drie Van Hool newA309 en drie MAN Lion's City M bussen. Tegen 2023 moeten deze bussen vervangen zijn/worden door elektrische bussen op wens van het stadsbestuur.

### Huidig buspark
| Serie         | Type                      | Aantal | Opmerkingen |
| ------------- | ------------------------- | ------ | ----------- |
| 641065-641066 | VDL Citea LLE-99 electric | 2      |             |
| 641076-641078 | MAN Lion's City 10E       | 3      |             |

### Voormalig buspark
| Serie         | Type              | Aantal | Opmerkingen |
| ------------- | ----------------- | ------ | ----------- |
| 1057061       | Van Hool newA309  | 1      | ex-101061   |
| 105888-105889 | MAN Lion's City M | 2      |             |
| 105972-105973 | Van Hool newA309  | 2      |             |
| 105984        | MAN Lion's City M | 1      |             |

## Buslijnen
| Lijn | Traject                                                                | Frequentie | Voornaamste haltes |
| ---- | ---------------------------------------------------------------------- | ---------- | --- |
| 1    | Beerse Den Hout - Vosselaar - Station - Markt - Schorvoort - Zevendonk | 30'        | Zevendonk - Tielendijk - Amival - Schorvoort - P&R Stadspark - Markt - Station - Vosselaar sportcentrum - Vosselaar Dorp - Beerse Dorp - Beerse Den Hout kerk (terug naar Zevendonk) |
| 2    | Markt - Station - Den Brand                                            | 30'        | Markt - Station - Lokeren Bareel - Sint-Elsabeth Ziekenhuis - Parkwijk - Xaverianenplantsoen - Den Brand - Sint-Elisabeth Ziekenhuis (terug naar Station en Markt)                   |